# Mar Caboclo
O Mar Caboclo foi um paleoceano que ocupou parte do atual território do Brasil, na região norte da Chapada Diamantina, na Bahia, cerca de 1 100 milhões de anos atrás.
O local fora antes ocupado pelo Mar Espinhaço que, a seguir, formara o Deserto Tombador, até ser invadido por águas agitadas possivelmente por conta da elevação do nível dos oceanos e de transgressões marinhas que recobriram "as rochas da diamantífera Formação Tombador, viabilizando o retrabalhamento dos seus sedimentos de origem continental".
A região viria também a ser leito para formação do mar Bambuí, que possuía águas calmas (datado de cerca de 700 milhões de anos atrás). O mar veio a possibilitar a criação da camada geológica denominada Formação Caboclo, cujos registros indicam a existência de ondas na plataforma marinha, embora alguns estudiosos creem que o mar tenha sido raso e dominado por tempestades, sendo "constituída por intercalações rítmicas de arenitos, siltitos (...) e argilitos".
"A hipótese de invasão marinha é consubstanciada pelas feições das rochas, indicativas das atividades de marés, a exemplo de marcas de ondas e estratos com camadas cruzadas" que "apresentam-se em afloramentos rochosos de arenitos bem selecionados nas bordas da serra do Sincorá, entre a região de Lençóis e o sul de Andaraí", como registrou o estudioso Ricardo Borges.